# 昆仑号架桥机
昆仑号是世界首台千吨级架桥机，由中华人民共和国自主研发制造，2020年11月3日，昆仑号开始架设世界首座采用1000吨重，40米跨箱梁的跨海高铁桥梁——湄洲湾大桥。